# Saně na Zimních olympijských hrách 1972
Jízda na saních na Zimních olympijských hrách 1972 v Sapporu.

## Medailové pořadí zemí
| Pořadí | Země                                 | Zlato | Stříbro | Bronz | Celkově |
| ------ | ------------------------------------ | ----- | ------- | ----- | ------- |
| 1.     | Německá demokratická republika (GDR) | 3     | 2       | 3     | 8       |
| 2.     | Itálie (ITA)                         | 1     | 0       | 0     | 1       |
|        | Celkem                               | 4     | 2       | 3     | 9       |

## Medailisté

### Muži
| Disciplína  | Zlato | Výkon   | Stříbro                                             | Výkon   | Bronz                                                                  | Výkon   |
| ----------- | --- | ------- | --------------------------------------------------- | ------- | ---------------------------------------------------------------------- | ------- |
| jednotlivci | Wolfgang Scheidel · Německá demokratická republika (GDR)                                                                  | 3:27,58 | Harald Ehrig · Německá demokratická republika (GDR) | 3:28,39 | Wolfram Fiedler · Německá demokratická republika (GDR)                 | 3:28,73 |
| dvojice     | Horst Hörnlein a Reinhard Bredow · Německá demokratická republika (GDR) Paul Hildgartner a Walter Plaikner · Itálie (ITA) | 1:28,35 | medaile neudělena                                   |         | Klaus Bonsack a Wolfram Fiedler · Německá demokratická republika (GDR) | 1:29,16 |

### Ženy
| Disciplína    | Zlato                                                       | Výkon   | Stříbro                                               | Výkon   | Bronz                                                     | Výkon   |
| ------------- | ----------------------------------------------------------- | ------- | ----------------------------------------------------- | ------- | --------------------------------------------------------- | ------- |
| jednotlivkyně | Anna-Maria Müllerová · Německá demokratická republika (GDR) | 2:59,18 | Ute Rühroldová · Německá demokratická republika (GDR) | 2:59,49 | Margit Schumannová · Německá demokratická republika (GDR) | 2:59,54 |